# Förvärv
Förvärv är en anskaffning av något med övertagande av äganderätt. Förvärv kan exempelvis ske i form av köp, gåva eller arv.